# Михаило Таронит
Михаило Таронит (грч. Μιχαηλ Ταρωνιτης) је био византијски аристократа и зет цара Алексија I Комнина. Био је умешан у заверу против њега и прогнан је 1094. године.

## Биографија
Михаило је припадао аристократској породици Таронита, племићка породица јерменског порекла из Тарона. Његов отац, патрикије Григорије Таронит, био је умешан у заверу против мега доместика Константина, брата цара Михаила IV Пафлагонца (р. 1034–1041).
У периоду 1061–1063 оженио се Маријом Комнином, најстаријом ћерком мега доместика Јована Комнина и Ане Даласен, и сестром будућег цара Алексија I Комнина (р. 1081–1118). Године 1070. Михаил је пратио свог зета Манојла Комнина у походу на Турке Селџуке, и био је заробљен са њим и Нићифором Мелисеном од стране турске војске. Међутим, Манојло је убрзо убедио турског вођу Хрисоскулоса да ступи у византијску службу и ова тројица су ослобођена. Његова каријера до успона на престо цара Алексија I 1081. је иначе непозната.
Као цар, Алексије I је брзо унапредио Михаила у највиша дворска достојанства: Михаило је именован за протосеваста и протовестиарија, пре него што је добио новостворену титулу паниперсеваста, што га је ставило у ранг са цезаром Нићифором Мелисеном. Упркос овим високим почастима, постао је умешан у заверу Нићифора Диогена, сина и накратко савладара, цара Романа IV Диогена (р. 1068–1071). Завера је откривена у јуну 1094. године, а њене вође, Диоген, Михаило Таронит и Катакалон Кекавмен, прогнани су, а имовина им је конфискована. Остали завереници су убрзо били ослепљени, али је Таронити избегао ову судбину захваљујући интервенцији своје жене. Његова судбина након тога је непозната, као и судбина Марије Комнине; можда се замонашила са монашким именом Ана. Обоје су сигурно мртви до 1136. године.
Пар је имао два сина, а вероватно и ћерку, која се можда звала Ана, али је иначе непозната. Синови су били:
- Јован Таронит (рођен око  1067), који је служио као гувернер и командант провинције, угушио је побуну свог рођака Григорија Таронита.[тражи се извор]
- Григорије Таронит (рођен око  1075/80), протовестијариос и главни министар током ране владавине цара Јована II Комнина.[тражи се извор]